# Галоян, Артур Феликсович
Арту́р Фе́ликсович Галоя́н (арм. Արթուր Ֆելիքսի Գալոյան; род. 25 июня 1999, Москва) — российский и армянский футболист, полузащитник московского «Торпедо». Мастер спорта России (2025).

## Клубная карьера
Родился в Москве.
Начал заниматься футболом в 7 лет в школе московского «Тимирязевца», первый тренер Евгений Андреевич Ильичев. В 2011 году проходил просмотр в академии московского ЦСКА, но в итоге перешёл в школу московского «Торпедо».
26 июня 2017 года подписал контракт с основной командой московского «Торпедо». 27 июля 2017 года в матче первенства ПФЛ против липецкого «Металлурга» дебютировал в профессиональном футболе.
В сезоне 2018/19 стал победителем первенства ПФЛ (зона «Центр»).
7 июля 2019 года в матче против «Факела» дебютировал в первенстве ФНЛ.
Летом 2020 года покинул клуб в связи с истечением срока контракта.
10 июня 2020 года пополнил состав клуба «Велес».
9 июля 2022 года был куплен клубом «Алания». В сезоне 2022/23 с командой стал бронзовым призёром Первой лиги, однако клуб не участвовал в стыковых матчах из-за проблем со стадионом.
17 июня 2023 года перешёл в «Балтику», подписав контракт на 4 года. 23 июля 2023 года в матче против «Сочи» дебютировал в РПЛ.
30 декабря 2023 года был куплен клубом «Акрон». По итогам сезона, с командой стал бронзовым призёром первенства и одержав победу в стыковых матчах вышел в РПЛ.
18 июля 2025 года вернулся в московское «Торпедо».

## Карьера в сборной
В апреле 2022 года получил гражданство Армении.
В ноябре 2022 года был вызван в основную сборную Армении. 19 ноября 2022 года в товарищеском матче против сборной Албании (2:0) дебютировал в её составе.

## Статистика выступлений

### Клубная
| Выступление      | Выступление      | Выступление      | Лига | Лига | Кубки | Кубки | Стыковые матчи | Стыковые матчи | Итого | Итого |
| Клуб             | Лига             | Сезон            | Игры | Голы | Игры  | Голы  | Игры           | Голы           | Игры  | Голы  |
| ---------------- | ---------------- | ---------------- | ---- | ---- | ----- | ----- | -------------- | -------------- | ----- | ----- |
| Торпедо (Москва) | ПФЛ              | 2017/18          | 18   | 1    | 2     | 0     | —              | —              | 20    | 1     |
| Торпедо (Москва) | ПФЛ              | 2018/19          | 20   | 2    | 0     | 0     | —              | —              | 20    | 2     |
| Торпедо (Москва) | ФНЛ              | 2019/20          | 26   | 3    | 3     | 0     | —              | —              | 29    | 3     |
| Торпедо (Москва) | Итого            | Итого            | 64   | 6    | 5     | 0     | —              | —              | 69    | 6     |
| Велес            | ФНЛ              | 2020/21          | 39   | 5    | 2     | 2     | —              | —              | 41    | 7     |
| Велес            | Первый дивизион  | 2021/22          | 35   | 13   | 2     | 2     | —              | —              | 37    | 15    |
| Велес            | Итого            | Итого            | 74   | 18   | 4     | 4     | —              | —              | 78    | 22    |
| Алания           | Первая лига      | 2022/23          | 30   | 8    | 0     | 0     | —              | —              | 30    | 8     |
| Алания           | Итого            | Итого            | 30   | 8    | 0     | 0     | —              | —              | 30    | 8     |
| Балтика          | РПЛ              | 2023/24          | 16   | 0    | 7     | 1     | —              | —              | 23    | 1     |
| Балтика          | Итого            | Итого            | 16   | 0    | 7     | 1     | —              | —              | 23    | 1     |
| Акрон            | Первая лига      | 2023/24          | 14   | 1    | 0     | 0     | 0              | 0              | 14    | 1     |
| Акрон            | РПЛ              | 2024/25          | 7    | 1    | 4     | 0     | —              | —              | 11    | 1     |
| Акрон            | Итого            | Итого            | 21   | 2    | 4     | 0     | 0              | 0              | 25    | 2     |
| Торпедо (Москва) | Первая лига      | 2025/26          | 5    | 0    | 0     | 0     | —              | —              | 5     | 0     |
| Торпедо (Москва) | Итого            | Итого            | 5    | 0    | 0     | 0     | —              | —              | 5     | 0     |
| Всего за карьеру | Всего за карьеру | Всего за карьеру | 210  | 34   | 20    | 5     | 0              | 0              | 230   | 39    |

### Матчи за сборную
| Матчи Галояна за сборную Армении | Матчи Галояна за сборную Армении | Матчи Галояна за сборную Армении | Матчи Галояна за сборную Армении | Матчи Галояна за сборную Армении | Матчи Галояна за сборную Армении |
| №                                | Дата                             | Оппонент                         | Счёт                             | Голы                             | Соревнование                     |
| -------------------------------- | -------------------------------- | -------------------------------- | -------------------------------- | -------------------------------- | -------------------------------- |
| 1                                | 19 ноября 2022                   | Албания                          | 2:0                              | —                                | Товарищеский матч                |

Итого: 1 матч / 0 голов; 0 побед, 0 ничьих, 1 поражение.

## Достижения
«Торпедо» (Москва)
- Победитель ПФЛ (зона «Центр»): 2018/19
- Итого : 1 трофей

«Алания»
- Бронзовый призёр Первой лиги: 2022/23

«Акрон»
- Бронзовый призёр Первой лиги: 2023/24